# Roland Gumtz
Roland Gumtz (* 3. November 1958) ist ein ehemaliger deutscher Fußballspieler, der von 1984 bis 1990 für die BSG Stahl Brandenburg in der DDR-Oberliga spielte.

## Sportliche Laufbahn
Gumtz kam 1980 vom drittklassigen Bezirksligisten ASG Vorwärts Havelberg zur Betriebssportgemeinschaft Stahl Brandenburg, die zu diesem Zeitpunkt in der zweitklassigen DDR-Liga vertreten war. 1983 und 1984 wurde er mit den Brandenburgern Staffelsieger. Nachdem die BSG Stahl 1983 noch in der Aufstiegsrunde gescheitert war, gelang ein Jahr später der Aufstieg in die Oberliga, der höchsten Liga im DDR-Fußball. In der ersten Oberligasaison gehörte der 1,73 m große Gumtz mit 24 Einsätzen bei insgesamt 26 Punktspielen von Beginn an zur Stammmannschaft und spielte vorwiegend im linken Mittelfeld. Sein erstes Oberligator erzielte er am 16. März 1985 in der Begegnung des 18. Spieltages Stahl Brandenburg – FC Karl-Marx-Stadt (2:0). Auch in den folgenden Spielzeiten behauptete Gumtz seinen Stammplatz als Mittelfeldspieler in der Oberligamannschaft der BSG Stahl. 1986 erlebte er mit der Teilnahme an den vier UEFA-Pokal-Spielen einen Höhepunkt seiner Karriere. Die Brandenburger hatten sich mit Platz fünf in der Oberliga für diesen Wettbewerb qualifiziert, überstanden die 1. Runde gegen den nordirischen Verein Coleraine FC (1:1 1:0), schieden aber in der 2. Runde gegen den schwedischen Vertreter IFK Göteborg mit 0.2 und 1:1 aus. Ab der Saison 1987/88 verringerten sich Gumtz Oberligaeinsätze verletzungsbedingt, er konnte aber immer noch die Mehrzahl der Punktspiele bestreiten. In den Spielzeiten 1989/90 und 1990/91 (BSV Stahl) gehörte er nicht mehr zum Stammaufgebot und bestritt nur noch zehn bzw. acht Punktspiele. Im Sommer 1991 verließ er nach 123 Erstligapunktspielen (fünf Tore) Brandenburg und schloss sich dem Drittligisten FC Stahl Hennigsdorf, wo er schließlich seine fußballerische Laufbahn beendete.